# Arkadij Kordon
Arkadij Kordon (Barnaul, 25 luglio 1945) è un regista sovietico.

## Filmografia parziale

### Regista
- Priključenija Travki (1976)
- Velikij samoed (1981)